# Мумуйе
Муму́йе (фульб. люди; самоназвание: фунгун, загум) — группа адамава-убангийских народов, населяющая восточные районы Нигерии, главным образом, горные территории в окрестностях города Джалинго. К ним относятся пугу, апава, йоро, ранг, зинна, якоко, гола, или гонгла, и другие. Общая численность народов мумуйе оценивается в 600 тысяч человек. Из-за того, что районы расселения мумуйе являются в значительной степени труднодоступными, эти народы жили практически в полной изоляции вплоть до 1959 года.

## Ареал и численность
Основная область расселения народов мумуйе — гористая местность на востоке Нигерии к югу от реки Бенуэ. Согласно современному административно-территориальному делению Нигерии, эта территория размещена в северо-восточной части штата Тараба (в районах Джалинго, Зинг, Карим Ламидо, Йорро и Бали), а также частично в юго-западной части штата Адамава (в районах Ганье, Фуфоре, Южная Йола, Северная Йола, Нуман и Майо-Белва). Небольшая группа мумуйе живёт также в приграничных с Нигерией районах Камеруна. Мумуйе расселены в соседстве с такими родственными народами, как йенданг, вака, теме, кумба, бали, пассам, генгле и кугама. Главные города в ареале мумуйе — Джалинго, Зинг, Монкин и Пантисава.
По оценочным данным, опубликованным в издании «Народы и религии мира» (1999), численность мумуйе составляла 600 тысяч человек. По современным оценкам, представленным на сайте Joshua Project, численность мумуйе составляет порядка 743 тысяч человек, из них в Нигерии — 730 тысяч, в Камеруне — 13 тысяч.

## Общие сведения
К основному традиционному занятию народов мумуйе относят отгонное скотоводство — в основном разводят и перегоняют по пастбищам крупный рогатый скот. У части мумуйе также распространено ручное земледелие — выращивают просо, бобовые, сорго, рис, арахис, ямс, имбирь и цитрусовые. Наиболее важной среди прочих культур является просо — помимо получения муки просо идёт также на изготовление пива. Широкому и повсеместному развитию земледелия препятствуют отсутствие плодородных почв и длительный засушливый сезон с октября по март. Важную роль играет сбор дикого мёда, орехов ши и лесных трав. Сохраняется охота, у каждого селения имеются свои охотничьи угодья, убивать зверя на которых без разрешения владельцев запрещено. Из ремёсел развиты кузнечное и гончарное ремёсла, а также плетение. В последние годы распространяется отходничество на заработки в города.
Пища в основном растительная и молочная. К традиционным блюдам относятся каши и похлёбки с острыми овощными приправами.
В качестве одежды используются небольшие кожаные передники, украшенные бисером и раковинами каури, и накидки из козлиных шкур. В 1970-х годах у мумуйе появилась европейская одежда, которая всё больше распространяется и становится обычной в настоящее время. Мумуйе, исповедующие ислам, носят традиционные для мусульман Африки длинные туники. Украшения (ожерелья, браслеты, серьги и другие) изготавливаются из железа, раковин, дерева, растительных волокон. Женщины помимо прочего вставляют украшения в ноздри. На тело наносят узоры шрамированием.
Распространён патрилатеральный счёт родства, основным социально-экономическим институтом является дола (большая семья). Дола возглавляется вождём и советом старейшин. Централизованная власть отсутствует. Сохраняется полигиния. Обряды инициации мальчиков проводят когда им исполняется 10 лет.
Жилища мумуйе представляют собой круглые глинобитные хижины с конической крышей. Деревни состоят из небольших разбросанных по округе поселений. Поселения могут включать от двух и более хижин, принадлежащих одной семье.

## История
Согласно историческим данным, народы мумуйе и часть народов, живущих с ними по соседству, мигрировали в районы современного расселения из более северных территорий. Причиной миграции были угрозы, вызванные постоянными войнами, которые вели фульбе на северо-востоке Нигерии с XVII до начала XIX века. После переселения в условиях гористой местности разные группы мумуйе оказались в относительной изоляции друг от друга, что привело к их обособлению как в культурно-бытовом, так и в языковом плане. Из-за труднодоступности и отсутствия природных ресурсов в области расселения народов мумуйе контакты с властями в колониальный период у них практически отсутствовали. Также мумуйе находились в относительной изоляции по отношению к другим нигерийским народам вплоть до 1959 года.
Согласно легендам большинства этнических групп мумуйе, их предками являются выходцы из двух городов конфедерации Джукун — Йоро и Кам (у пугу).

## Язык
Народы мумуйе говорят на языке мумуйе адамава-убангийской семьи нигеро-конголезской макросемьи. Данный язык представляет собой диалектный континуум, состоящий из двух близкородственных диалектных групп — северо-восточной (зинг) и юго-западной. К первой группе относят диалекты баджама (гнооре), дженг, зинг (зинна, зенг), манг, кваджи, меека, яа и якоко. Ко второй группе относят подгруппу монкин с диалектами кугонг, шаари и сагбее и подгруппу кпугбонг с диалектами касаа, йоро, ланкавири (ланковири), саава, ньяаджа и джаалинго (джалинго). Как второй язык мумуйе распространён среди соседних близкородственных этнических групп, на нём говорят носители языков ньонг, йенданг и йотти. Этническая общность ранг, относящаяся к мумуйе, говорит на идиоме ранг, который рассматривается как самостоятельный язык. Часть представителей народов мумуйе помимо родного также владеет английским языком.
Современный вариант письменности языка мумуйе, основанный на латинском алфавите, используется с 1991 года.

## Религия
По данным сайта Joshua Project, представители этнических групп мумуйе в основном придерживаются традиционных верований (44 %), часть из них является христианами (29 %) и мусульманами-суннитами (27 %).
Среди мумуйе распространены культы солнца (Ла), культ калебасового рога, магия и ведовство, почитание предков и одушевлённых сил природы. В каждой деревне есть хижина, называемая цафи, в которой хранятся образы того или иного божества и которая является местом принесения жертв. Религиозным лидером мумуйе является жрец народа йоро — главный вызыватель дождя. В условиях засушливого климата важнейшими обрядами для мумуйе стали ритуалы, связанные с посевными работами и сбором урожая. У мумуйе сохраняется тайное общество жрецов вабонг.

## Культура
Одним из традиционных занятий народов мумуйе является художественная резьба по дереву. Наиболее распространённые изделия из дерева — статуэтки ягалагана и маски вабо, которые считаются наиболее важными элементами в ритуальных практиках мумуйе.
Статуэтки народов мумуйе впервые были открыты европейцами в 1968 году. Являющиеся воплощением духов-покровителей, статуэтки используются в разного рода обрядах, во время которых старейшины обращаются за помощью к духам, например, в обрядах, связанных с предсказаниями, целительством и т. п. Местом для хранения статуэток служит святилище — хижина цафи. Размер статуэток варьируется от 20 сантиметров до 1,6 метра. Зачастую формы статуэток представляют собой абстрактное, стилизованное изображение живого существа, что, по-видимому, связано со «сверхъестественной природой», которую эти статуэтки должны выражать. Статуэтки часто бывают украшены декоративными элементами — бусами, браслетами, цепочками, раковинами каури и т. п., по этой причине в носу и ушах статуэток делаются отверстия для украшений. Особенностью скульптуры мумуйе являются дугообразные формы плеч, свободное пространство между руками и телом, цилиндрическая форма груди, длинные руки с ярко выраженными локтевыми сгибами и очень короткие ноги, причёска на голове в виде гребня, следы скарификации на лице и теле, а также вытянутые уши (у статуэток, изображающих женщин).
Помимо статуэток мумуйе используют в ритуальных целях также маски вабо, олицетворяющие животных — буйвола, обезьяну, слона, леопарда и т. д. Ритуальные танцы в масках сопровождают начало посевных работ, сбор урожая, похороны, посвящения, инициации и другие события.
- Статуэтка
 (Бруклинский музей)
- Статуэтка
 (Бруклинский музей)
- Маска
 (Бруклинский музей)
- Маска
 (Замок Сфорца)
- Статуэтка
 (Музей на набережной Бранли)
- Статуэтка
 (Музей на набережной Бранли)
- Статуэтка
 (Музей Гленбоу)